# Wartburgs voetbalkampioenschap 1932/33
In 1932/33 werd het dertiende en laatste Wartburgs voetbalkampioenschap gespeeld, dat georganiseerd werd door de Midden-Duitse voetbalbond. Wacker Gotha werd kampioen en plaatste zich zo voor de Midden-Duitse eindronde. De club verloor van FC Wacker 1910 Gera. 
Na dit seizoen kwam de Nationaalsocialistische Duitse Arbeiderspartij aan de macht en werd de competitie grondig geherstructureerd. De overkoepelende voetbalbonden werden afgeschaft en ruimden plaats voor 16 Gauliga's. De kampioen van Wartburg werd te licht bevonden voor de Gauliga Mitte en werd niet geselecteerd. Geen van de clubs kon ook in de volgende jaren promoveren.
Na dit seizoen kwam de Nationaalsocialistische Duitse Arbeiderspartij aan de macht en werd de competitie grondig geherstructureerd. De overkoepelende voetbalbonden werden afgeschaft en ruimden plaats voor 16 Gauliga's. De kampioen van Wartburg werd te licht bevonden voor de Gauliga Mitte en werd niet geselecteerd. Geen van de clubs zou er ook in slagen om later te promoveren naar de Gauliga. Slechts twee clubs plaatste szich voor de Bezirksklasse Thüringen, die nu de tweede klasse werd. SV 01 Gotha kreeg hier de voorkeur op Schlotheim dat hoger geëindigd was omdat Gotha over het algemeen betere resultaten boekte dan Schlotheim. De overige clubs bleven in de Wartburgse competitie die als Kreisklasse Wartburg nu de derde klasse werd.

## Gauliga
| Plaats | Club                        | Wed. | W  | G | V  | Saldo | Ptn.  |
| ------ | --------------------------- | ---- | -- | - | -- | ----- | ----- |
| 1.     | FC Wacker 1907 Gotha        | 18   | 12 | 3 | 3  | 4:227 | 27:9  |
| 2.     | SSV 07 Schlotheim           | 18   | 11 | 1 | 6  | 43:29 | 23:13 |
| 3.     | SV 1901 Gotha               | 17   | 9  | 4 | 4  | 39:33 | 22:12 |
| 4.     | SV 1899 Mühlhausen          | 18   | 8  | 5 | 5  | 42:32 | 21:15 |
| 5.     | FC Preußen 1909 Langensalza | 18   | 9  | 3 | 6  | 34:26 | 21:15 |
| 6.     | SpVgg 1909 Eisenach         | 18   | 6  | 5 | 7  | 32:39 | 17:19 |
| 7.     | VfB 1909 Mühlhausen         | 18   | 6  | 1 | 11 | 28:39 | 13:23 |
| 8.     | FC Meteor Waltershausen     | 18   | 6  | 1 | 11 | 40:52 | 13:23 |
| 9.     | SC Borussia Eisenach        | 17   | 5  | 2 | 10 | 32:21 | 12:22 |
| 10.    | WKG Nordstern Mühlhausen    | 18   | 4  | 1 | 13 | 22:56 | 9:27  |

|  | Kampioen, geplaatst voor Midden-Duitse eindronde en Bezirksklasse Thüringen 1933/34 |
|  | Geplaatst voor Bezirksklasse Thüringen 1933/34                                      |
|  | Degradatie naar Kreisklasse Wartburg 1933/34                                        |